# Micarea peliocarpa
Micarea peliocarpa är en lavart som först beskrevs av Anzi, och fick sitt nu gällande namn av Coppins & R. Sant. Micarea peliocarpa ingår i släktet Micarea och familjen Pilocarpaceae.  Arten är reproducerande i Sverige. Inga underarter finns listade i Catalogue of Life.